# Ocio (Álava)
Ocio (en euskera Ozio) es un concejo del municipio de Zambrana, en la provincia de Álava, País Vasco (España).

## Localización
El pueblo se encuentra cerca del río Ebro, siendo atravesado por su afluente el Inglares. Su vía de acceso natural es por la carretera A-3126, que nace y asciende desde la N-124, en la cercana Zambrana. 

## Geografía
La localidad se encuentra enclavada en el valle del río Inglares a una altitud de 526 metros sobre el nivel del mar en su punto más bajo y está delimitado en su lado norte por la sierra de Portilla y por la zona sur por las estribaciones del Toloño, llamando inicialmente la atención su risco más cercano (Lanos), que da nombre oficial a su castillo y es emblema del lugar.

## Historia
A mediados del siglo XIX, el lugar, por entonces con ayuntamiento propio, tenía contabilizada una población de 230 habitantes. La localidad aparece descrita en el duodécimo volumen del Diccionario geográfico-estadístico-histórico de España y sus posesiones de Ultramar de Pascual Madoz de la siguiente manera:

OCIO: v. con ayunt. en la prov. de Alava (á Vitoira 6 leg.), part. jud. de Laguardia (5), aud. terr. de Búrgos (16), c. g. de las Provincias Vascongadas, dióc. de Calahorra (16): sit. en una hondonada; clima sano; reina el viento N. y se padecen tercianas. Tiene 64 casas inclusa la municipal; escuela de primera educacion para ambos sexos, frecuentada por 44 ó 50 alumnos y dotada con 26 fan. de trigo y 160 rs.; igl. parr. dedicada á San Andrés Apóstol y servida por dos beneficiados de racion entera; el cementerio está dentro del pueblo en una ermita arruinada, y hay otra en los afueras con la advocación de Sta. Marina; los hab. se surten de las aguas del r. que corre por junto á las casas; existen sin embargo algunas fuentecillas. El térm. se estiende 1/2 leg. de N. á S. y 1 de E. á O., y confina N. Portilla; E. Bergamo; S. Salinillas de Buradon, y O. Ebro: comprendiendo en su jurisd. al S. el monte Archijo poblado de encinas, robles y bojes, y al N. el titulado de la Sierra, con los mismos árboles y un plantel de chopos. El terreno es arcilloso y cascajoso: le atraviesa de E. á O. el r. Juarez que nace en la fuente de Peñacerrada y va á confundirse con el Ebro. Los caminos son locales y en mal estado: el correo se recibe de Haro por balijero los jueves y sábados, y se despacha los mismo dias. prod.: trigo, cebada, centeno, maiz, legumbres y vino; cria de ganado lanar; caza de perdices; pesca de truchas. ind. y comercio: ademas de la agricultura y ganadería hay dos molinos harineros y dos tiendas de art. de primera necesidad. pobl.: 47 vec., 230 alm. riqueza y contr.: (V. Alava intendencia). Esta pobl. fue antiguamente ald. sujeta á la jurisd. de Peñacerrada y consta tenia ya el título de v. en 1496, segun una escritura existente en Sta. Cruz de Soportilla. En la crónica del rey D. Sancho IV de Castilla, se dice: que cuando este rey supo la conjuracion que se trabama por Doña Juana, Pasó á llende el Ebro..... y tomó..... La Bastida, Ocio y Portilla.
(Madoz, 1849, p. 212)

En 1919 pasó a formar parte del municipio de Berganzo y desde 1925 pertenece a Zambrana, junto con Berganzo y Portilla.

## Demografía
| Gráfica de evolución demográfica de Ocio entre 1842 y 1920 |
| |
| Población de derecho según los censos de población del INE Población de hecho según los censos de población del INEEntre el censo de 1930 y el anterior, este municipio desaparece porque se integra en el municipio 01062 (Zambrana) |

| Gráfica de evolución demográfica de Ocio entre 2000 y 2017  |
|                                                             |
| Población de derecho según los censos de población del INE. |

## Lugares de interés

### Castillo de Lanos

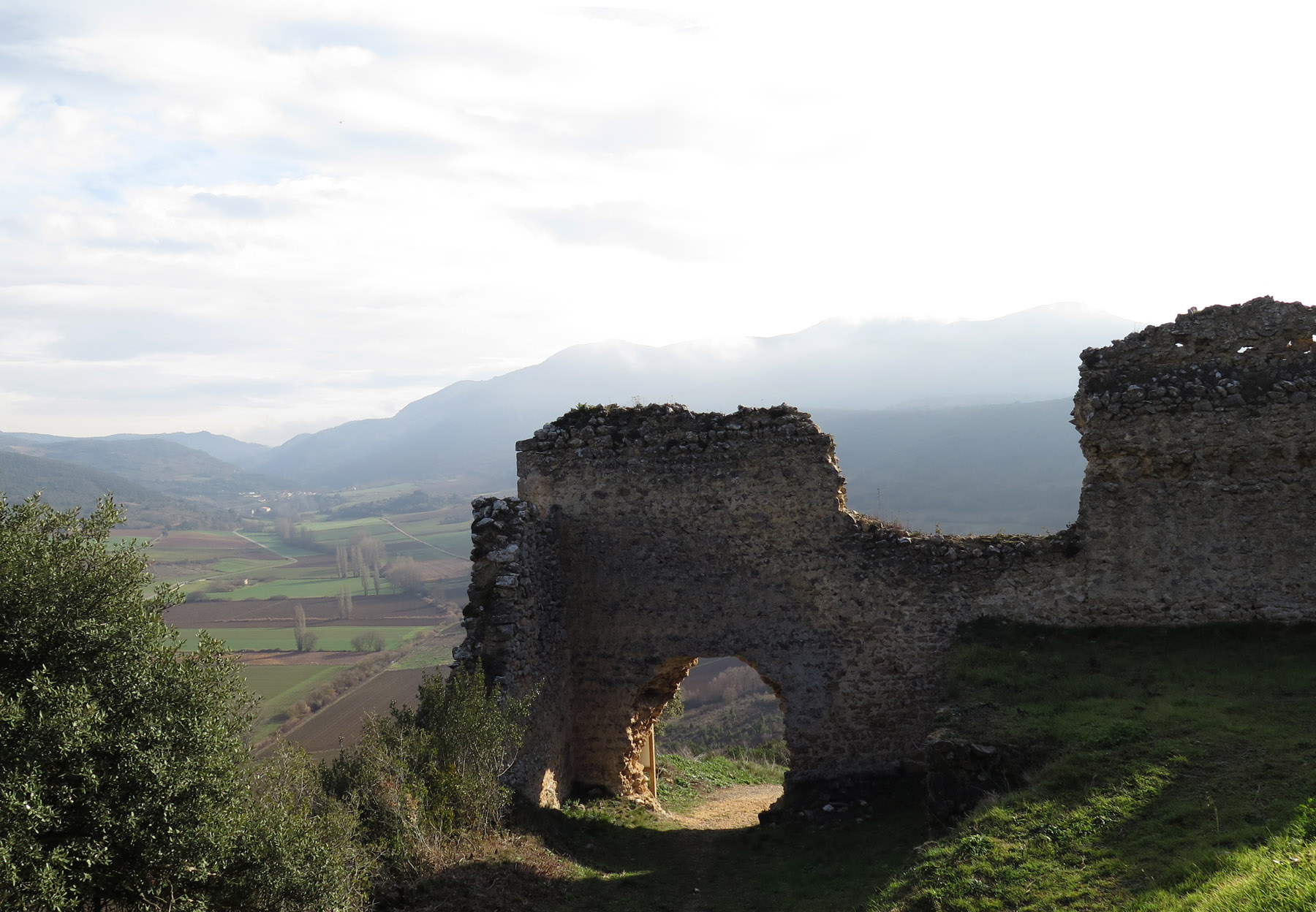
Acceso al castillo y valle del río Inglares desde el risco de Lanos.

El risco y Castillo de Lanos son los puntos más destacables y vistosos del pueblo. Este castillo, al igual que su vecino de Portilla, tienen el mismo origen defensivo relacionado con la zona fronteriza entre las antiguas Navarra y Castilla. Cabe destacar que existe una ruta todos los años donde se recorre este castillo junto con el de portilla.

### Montañas
Sobre el concejo se encuentra el pico del monte Chulato, al que puede accederse por diferentes vías desde su entorno (p. ej. desde Santa Cruz del Fierro o desde Portilla).

### Bolera
Bolera moderna construida en 2008 en recuerdo a la anterior que yacía en el mismo lugar donde está situada está hoy en día, junto al río Inglares.

### Ruta del agua
Ruta de senderismo sencilla junto al río Inglares en cuyo recorrido se encuentra la cascada del río.